# Lindsay Hoyle
Ngài Lindsay Harvey Hoyle (sinh ngày 10 tháng 6 năm 1957) là một chính trị gia người Anh đang giữ chức Chủ tịch Hạ viện Vương quốc Anh từ năm 2019 và là Nghị sĩ đại diện cho Chorley kể từ năm 1997. Trước khi được bầu làm Chủ tịch Hạ viện, ông là thành viên của Công đảng Anh.
Hoyle từng là Phó Chủ tịch Hạ viện từ năm 2010 đến 2019, trước khi được bầu làm Chủ tịch vào ngày 4 tháng 11 năm 2019. Hoyle đã được nhất trí bầu lại làm Chủ tịch Hạ viện năm ngày sau cuộc tổng tuyển cử năm 2019 vào ngày 17 tháng 12.
Ông là thành viên Cơ mật viện Vương Quốc Anh kể từ năm 2013 và được bổ nhiệm làm Hiệu trưởng Viện Đại học Gibraltar vào năm 2020.